# Gilles Dufeigneux
Gilles Dufeigneux, né le 18 mai 1964 à Saint-Brieuc, est un haut fonctionnaire et homme politique français.  
Il est conseiller régional de Bretagne de 2010 à 2015 et est ensuite conseiller départemental du Morbihan.

## Biographie

### Parcours universitaire et professionnel
Gilles Dufeigneux est né le 18 mai 1964 à Saint-Brieuc. Il passe son enfance à Vannes et obtient son baccalauréat au lycée Lesage. Il est ensuite diplômé d'une licence de droit de l'Université Panthéon-Assas et de Sciences Po Paris. Gilles Dufeigneux sort de l'École nationale d'administration en 2001 et intègre à sa sortie le corps préfectoral, en qualité de directeur de cabinet du préfet du Morbihan[réf. nécessaire]. 

#### Un passage au sein de plusieurs cabinets ministériels
Après un passage par la Réunion en tant que directeur de cabinet du préfet, il rejoint le cabinet de Claudie Haignere en 2004, en tant que chef de cabinet, au ministère des affaires européennes. En 2007, il devient chef de cabinet-adjoint du Premier ministre, François Fillon, entre 2007 en 2010. À la suite d'un contrôle routier, il refuse alors un contrôle d'alcoolémie, et se montre alors « insultant » envers des policiers ; il est suspendu de ses fonctions par le premier ministre le 9 septembre 2010. À la suite de cet événement, François Goulard lui demande alors de démissionner de ses fonctions au conseil municipal de Vannes car selon lui «les élus son (...) astreints à un devoir d'exemplarité au moins équivalent à celui des membres des cabinets ministériels».

#### La responsabilité de l'organisation de plusieurs grands projets culturels et sportifs
Il est nommé délégué interministériel aux grands événements sportifs en octobre 2010, et intervient par ce biais dans la candidature de la France au Championnat d'Europe de football 2016 et à l'organisation d'un Grand Prix de Formule 1 en France. 
En 2015, il est chargé de défendre la candidature de la France à l'Exposition universelle 2025, en tant que directeur général de l'association présentant le projet. 
Dans le même temps, il fait partie de la task force, aux côtés de Éric Boullier, qui permet le retour d'un grand prix de Formule 1 en France, en décembre 2016. En février 2017, il est nommé directeur général du groupement d'intérêt public chargé de l'organisation du grand prix au Castellet, en 2018. En janvier 2020, Eric Boullier lui succède à la direction du Grand Prix de France de Formule 1.

### Parcours politique
Appelé par François Goulard, il devient conseiller municipal de Vannes en 2008, et le restera jusqu’à 2015 et son élection au Conseil départemental du Morbihan. En 2010, il est choisi par François Fillon pour mener la liste morbihannaise lors des élections régionales, face à Jean-Yves Le Drian. Il est élu conseiller régional en 2010. Il ne se représente pas en 2015, ne souhaitant pas cumuler ce poste avec celui de conseiller départemental. Il est candidat aux élections législatives en 2012 dans la première circonscription du Morbihan.
Candidat aux élections départementales dans le canton de Vannes-est en mars 2015 aux côtés de Gaëlle Favennec, il est élu dans ce canton alors tenu par la gauche,. Il est nommé vice-président du Conseil départemental du Morbihan par François Goulard. Il préside le conseil d'administration du Service départemental d'incendie et de secours du Morbihan. Il est suspendu de sa qualité d'adhérent de l'UDI et des fonctions qu'il exerce au sein de celle-ci dans le Morbihan pour avoir soutenu une candidature autre que celle de son parti lors des législatives de 2017.

### Vie personnelle
Fils de Jean-Louis Dufeigneux, Gilles Dufeigneux est également le frère de Marianne Dufeigneux (épouse Duranton), maire de la Commune de Morsang-sur-Orge et conseillère de la région Île-de-France notamment.